# 自衛隊大分地方協力本部
自衛隊大分地方協力本部（じえいたいおおいたちほうきょうりょくほんぶ、Oita Provincial Cooperation Office）は、大分県大分市新川2丁目1番36号に所在する、自衛隊地方協力本部のひとつ。陸・海・空自衛隊共同の機関だが、通常は陸上自衛隊の西部方面総監の指揮監督下にある。管轄する地域における防衛省・自衛隊の総合窓口として大分県管内で活動する。

## 沿革
- 1954年（昭和29年）7月5日：陸上自衛隊の機関として陸上自衛隊大分地方連絡部が編成[2]。
- 1956年（昭和31年）8月1日：自衛隊法施行令の一部改正により地方連絡部が陸海空自衛隊の共同機関となり、自衛隊大分地方連絡部に改編[3]。
- 2006年（平成18年）7月31日：自衛隊大分地方協力本部に改編。
- 2011年（平成23年）3月：本部所在地が大分合同庁舎内に移転。

## 出先機関
- 大分募集案内所 担当地区：大分市、由布市、臼杵市、津久見市
- 別府地域事務所 担当地区：別府市、杵築市、国東市、日出町、姫島村
- 宇佐地域事務所 担当地区：宇佐市、中津市、豊後高田市
- 日田地域事務所 担当地区：日田市、玖珠町、九重町
- 竹田地域事務所 担当地区：竹田市、豊後大野市
- 佐伯地域事務所 担当地区：佐伯市
- 大分地域援護センター（別府駐屯地内）
- 湯布院援護センター（湯布院駐屯地内）
- 玖珠援護センター（玖珠駐屯地内）

## 主要幹部
| 官職名                   | 階級    | 氏名     | 補職発令日     | 前職                                 |
| ------------------------ | ------- | -------- | -------------- | ------------------------------------ |
| 自衛隊大分地方協力本部長 | 1等陸佐 | 米村謙一 | 2025年08月01日 | 中部方面特科連隊長 兼 姫路駐屯地司令 |

| 代 | 階級    | 氏名       | 在職期間                        | 出身校・期              | 前職                                  | 後職                                                |
| -- | ------- | ---------- | ------------------------------- | ----------------------- | ------------------------------------- | --------------------------------------------------- |
| 01 | 2等陸佐 | 中橋五郎   | 1954年07月05日 - 1955年11月15日 | 豊津中学校 昭和2年卒    | 第4管区総監部総務課長                 | 西部方面総監部警務課長                              |
| 02 | 2等陸佐 | 梅津八郎   | 1955年11月16日 - 1957年08月11日 |                         | 金沢駐とん地業務隊長                  | 自衛隊大分地方連絡部付                              |
| 03 | 2等陸佐 | 植山正弘   | 1957年08月12日 - 1958年07月31日 | 陸士46期                | 第11普通科連隊第1大隊長               | 第8普通科連隊副連隊長                               |
| 04 | 1等陸佐 | 一水伝     | 1958年08月01日 - 1959年07月31日 | 中央大学 昭和9年卒      | 第17普通科連隊長 兼 山口駐とん地司令  | 東部方面隊準備本部厚生課長                          |
| 05 | 1等陸佐 | 北島善行   | 1959年08月01日 - 1962年03月15日 | 京都帝国大学 昭和12年卒 | 西部方面総監部第1部長                 | 第13普通科連隊長 兼 松本駐とん地司令                |
| 06 | 2等陸佐 | 宗重彦     | 1962年03月16日 - 1963年07月31日 | 早稲田大学 昭和15年卒   | 北部方面総監部勤務                    | 自衛隊鹿児島地方連絡部長                            |
| 07 | 1等陸佐 | 安部康彦   | 1963年08月01日 - 1965年03月15日 | 陸士46期                | 第3教育団副団長                       | 自衛隊大分地方連絡部付                              |
| 08 | 1等陸佐 | 信吉治男   | 1965年03月16日 - 1967年07月16日 | 陸士48期                | 第3教育団副団長                       | 中部方面総監部付 →1968年1月1日 退職                 |
| 09 | 1等陸佐 | 角口憲基   | 1967年07月17日 - 1970年03月15日 | 九州大学 昭和16年卒     | 第2教育連隊長 兼 相浦駐とん地司令     | 第4師団司令部勤務                                   |
| 10 | 1等陸佐 | 高村尚     | 1970年03月16日 - 1971年07月15日 | 陸士54期                | 第2施設群長 兼 飯塚駐とん地司令       | 海田市駐とん地業務隊長                              |
| 11 | 1等陸佐 | 原村数眞   | 1971年07月16日 - 1973年07月31日 | 陸士58期                | 西部方面総監部第1部勤務               | 陸上自衛隊高射学校総務部長                          |
| 12 | 事務官  | 青柳道也   | 1973年08月01日 - 1976年05月09日 | 京都大学 昭和24年卒     | 防衛研修所教育部教務課長              | 防衛医科大学校教務課長                              |
| 13 | 事務官  | 石川肇     | 1976年05月10日 - 1978年01月19日 | 陸経8期                 | 陸上幕僚監部付                        | 技術研究本部総務部会計課長                          |
| 14 | 事務官  | 島田昭重   | 1978年01月20日 - 1979年06月30日 | 中央大学 昭和28年卒     | 陸上幕僚監部付                        | 防衛医科大学校事務局総務部 経理課長                 |
| 15 | 事務官  | 林武二     | 1979年07月01日 - 1981年03月15日 | 中央大学 昭和31年卒     | 防衛大学校総務部会計課長              | 防衛研修所総務課長                                  |
| 16 | 事務官  | 玉光隆治   | 1981年03月16日 - 1982年08月22日 | 関東学院経済専門        | 自衛隊兵庫地方連絡部副部長            | 自衛隊中央病院総務部長                              |
| 17 | 1等陸佐 | 木川正一郎 | 1982年08月23日 - 1984年06月30日 | 防大3期                 | 陸上自衛隊幹部学校学校教官            | 陸上自衛隊富士学校学校教官                          |
| 18 | 1等陸佐 | 福留真信   | 1984年07月01日 - 1986年07月31日 | 立命館大学 昭和34年卒   | 第45普通科連隊長                      | 陸上自衛隊関西地区補給処総務部長                    |
| 19 | 1等陸佐 | 長尾哲吾   | 1986年08月01日 - 1988年07月06日 | 防大5期                 | 陸上幕僚監部教育訓練部訓練課 評価班長 | 陸上幕僚監部監理部総務課長                          |
| 20 | 1等陸佐 | 久光禧敬   | 1988年07月07日 - 1990年07月31日 | 防大5期                 | 帯広駐屯地業務隊長                    | 陸上自衛隊東北地区補給処総務部長                    |
| 21 | 事務官  | 富永洋     | 1990年08月01日 - 1992年06月29日 | 京都大学 昭和49年卒     | 防衛研究所教育部教務課長              | 経理局監査課長                                      |
| 22 | 事務官  | 可児正法   | 1992年06月30日 - 1994年03月31日 | 立命館大学 昭和35年卒   | 陸上幕僚監部人事部厚生課共済班長      | 航空医学実験隊総務部長                              |
| 23 | 1等陸佐 | 吉田邦雄   | 1994年04月01日 - 1996年07月31日 | 防大11期                | 第21普通科連隊長 兼 秋田駐屯地司令    | 防衛研究所主任研究官                                |
| 24 | 1等陸佐 | 白石義行   | 1996年08月01日 - 1998年06月29日 | 防大14期                | 第33普通科連隊長 兼 久居駐屯地司令    | 陸上自衛隊幹部学校勤務                              |
| 25 | 事務官  | 佐藤隆章   | 1998年06月30日 - 2000年06月29日 | 東京大学 昭和59年卒     | 長官官房広報課勤務                    | 調達実施本部契約第1課長                             |
| 26 | 1等陸佐 | 生山代至伸 | 2000年06月30日 - 2002年07月31日 | 大分大学 昭和47年卒     | 防衛研究所主任研究官                  | 相馬原駐屯地業務隊長                                |
| 27 | 事務官  | 山本直男   | 2002年08月02日 - 2004年07月22日 | 日本大学                | 人事教育局厚生課給与室長              | 管理局会計課会計管理官                              |
| 28 | 1等陸佐 | 光永邦保   | 2004年07月23日 - 2006年08月03日 | 防大22期                | 第4特科群長 兼 上富良野駐屯地司令     | 東部方面総監部調査部長                              |
| 29 | 1等陸佐 | 澤野一雄   | 2006年08月04日 - 2008年07月31日 | 防大22期                | 東部方面総監部総務部長                | 陸上自衛隊研究本部研究員                            |
| 30 | 1等陸佐 | 髙木新二   | 2008年08月01日 - 2010年07月31日 | 防大24期                | 部隊訓練評価隊長                      | 陸上自衛隊研究本部総合研究部 第2研究課長            |
| 31 | 1等陸佐 | 末安雅之   | 2010年08月01日 - 2012年07月25日 | 防大25期                | 陸上自衛隊小平学校情報教育部長        | 北部方面混成団長                                    |
| 32 | 1等陸佐 | 黒丸逸朗   | 2012年07月26日 - 2014年11月30日 | 防大29期                | 第3後方支援連隊長                     | 西部方面後方支援隊副隊長                            |
| 33 | 1等陸佐 | 渡辺辰悟   | 2014年12月01日 - 2017年03月22日 | 防大29期                | 陸上自衛隊研究本部主任研究開発官      | 陸上自衛隊幹部学校研究課長                          |
| 34 | 1等陸佐 | 久田茂将   | 2017年03月23日 - 2019年03月22日 | 防大37期                | 第3高射特科群長                       | 陸上幕僚監部総括副監察官                            |
| 35 | 1等陸佐 | 井村昭利   | 2019年03月23日 - 2021年07月31日 | 防大39期                | 第3高射特科群長                       | 陸上自衛隊教育訓練研究本部勤務                      |
| 36 | 1等陸佐 | 内野敏紀   | 2021年08月01日 - 2023年07月31日 | 防大34期                | 陸上自衛隊九州補給処総務部長          | 東北方面特科隊副隊長                                |
| 37 | 1等陸佐 | 川間信太郎 | 2023年08月01日 - 2025年07月31日 | 防大42期                | 東北方面特科連隊長 兼 岩手駐屯地司令  | 陸上幕僚監部人事教育部 募集・援護課募集・援護調整官 |
| 38 | 1等陸佐 | 米村謙一   | 2025年08月01日 -                |                         | 中部方面特科連隊長 兼 姫路駐屯地司令  |                                                     |